# Бедак, Пал
Пал Михай Бедак (8 сентября 1985 года, Будапешт, Венгрия) — венгерский боксёр-профессионал, выступающий в наилегчайшем весе.
В любительских соревнованиях, выступая в весовой категории до 48 килограммов, был серебряным призёром чемпионата мира 2005, бронзовым призёром чемпионата Европы 2004

## Биография
Родился 8 сентября 1985 года в Венгрии. В международных любительских соревнованиях начал участвовать с 2002 года. Выиграл кадетский чемпионат Европы (2002 год), а также чемпионат Европы (2003 год) и чемпионат мира (2004 год) среди юниоров.
Среди взрослых спортсменов Бедак стал третьим на чемпионате Европы (2004 год) и вторым на чемпионате мира (2005 год), дважды участвовал в летних Олимпийских играх (2004, 2008 года).
В 2008 году перешёл в профессиональный бокс, выступает под эгидой немецкой промоутерской компании «Universum Box-Promotion». По состоянию на 23 августа 2009 года провёл 5 профессиональных поединка, во всех одержал победы (из них 3 нокаутом).
Пал Бедак является младшим братом боксёра Жолта Бедака, получившего в марте 2009 года европейский титул WBO во втором легчайшем весе.

## Любительская карьера
Чемпионат Европы 2004
- 1/16 финала — выиграл у Атагюна Ялчинкая (TUR) со счётом 27:11
- 1/8 финала — выиграл у Джейхуна Абиева (AZE) со счётом 43:23
- Четвертьфинал — выиграл у Джейхуна Абиева (AZE) со счётом 36:17
- Полуфинал — проиграл Сергею Казакову (RUS) со счётом 16:25

Летние Олимпийские игры 2004
- 1/8 финала — проиграл Джейхуну Абиеву (AZE) со счётом 8:23

Чемпионат мира 2005
- 1/16 финала — выиграл у Арлена Контрераса (COL) со счётом 35:16
- 1/8 финала — выиграл у Пурэвдоржийна Сэрдамбы (MGL) со счётом 30:15
- Четвертьфинал — выиграл у Сергея Казакова (RUS) со счётом 24:16
- Полуфинал — выиграл у Биржана Жакыпова (KAZ) за явным преимуществом в третьем раунде
- Финал — проиграл Цзоу Шимину (CHN) со счётом 13:31

Чемпионат Европы 2006
- 1/8 финала — выиграл у Юльюса Покзо (ROU) из-за отказа во втором раунде
- Четвертьфинал — проиграл Давиду Айрапетяну (RUS) со счётом 25:34

Чемпионат мира 2007
- 1/32 финала — выиграл у Оскара Негрете (COL) со счётом 24:9
- 1/16 финала — проиграл Давиду Айрапетяну (RUS) со счётом 18:27

Летние Олимпийские игры 2008
- 1/16 финала — проиграл Биржану Жакыпову (KAZ) со счётом 6:7